# پائول پروبست
پائول پروبست (انگلیسی: Paul Probst؛ ۱۵ مهٔ ۱۸۶۹ – ۹ سپتامبر ۱۹۴۵) تیرانداز اهل سوئیس بود.